# Street Fighter (película de 2026)
Street Fighter es una próxima película de acción en acción real japonesa-estadounidense, basada en la serie de videojuegos del mismo nombre de Capcom. Será dirigida por Kitao Sakurai, producida por Columbia Pictures, Legendary Pictures y Capcom, y distribuida por Sony Pictures Releasing, supone un reboot de la saga cinematográfica Street Fighter. 
El estreno de la película está previsto en Estados Unidos para el 20 de marzo de 2026.

## Elenco
- Andrew Koji como Ryu[2]
- Noah Centineo como Ken Masters[2]
- Callina Liang como Chun-Li[2]
- Cody Rhodes como Guile[2]
- Vidyut Jammwal como Dhalsim[2]
- David Dastmalchian como General M. Bison[2]
- 50 Cent como Balrog[2]
- Jason Momoa como Blanka[2]
- Orville Peck como Vega[2]
- Hirooki Goto como E. Honda[2]
- Roman Reigns como Akuma[2]
- Andrew Schulz como Dan Hibiki[2]
- Kenny Omega como Sagat[2]

## Producción
En abril de 2023, Legendary Pictures compró a Capcom los derechos cinematográficos y televisivos de acción real de la franquicia de videojuegos Street Fighter', y estaba desarrollando la película; sería la tercera película de acción real basada en los juegos tras Steeet Fighter (1994) y Street Fighter: The Legend of Chun-Li (2009). Ese mismo mes, los hermanos Danny y Michael Philippou estaban en conversaciones para dirigir la película. Sin embargo, en junio de 2024, los Philippous ya no estaban vinculados para dirigir la película.
Los fans de la saga pidieron que el actor y cineasta Joey Ansah dirigiera la película debido a su gran fanatismo por la franquicia. Ansah dirigió algunos cortometrajes relacionados con la saga Street Fighter, los cuales fueron bien recibidos por el público. El 27 de septiembre de 2024 se anunció que Kitao Sakurai sería el encargado de dirigir esta nueva versión de la adaptación en acción real.

## Lanzamiento
Street Fighter tiene previsto su estreno en Estados Unidos por Sony Pictures Releasing el 20 de marzo de 2026.